# Handelsgymnasiet Vestfyn
Handelsgymnasiet Vestfyn (Det Blå Gymnasium Vestfyn) er en handelsskole beliggende i Glamsbjerg.

## Historie
Skolen blev etableret som handelsskole i Nygade i Assens midtby.
I 1980 blev en helt ny skole bygget på Niels Kjærbyes Vej 9 i Assens, og samtidig begyndte skolen at udbyde Højere Handelseksamen (HH).
I 1995 skete der en decideret opsplitning af skolens to ungdomsuddannelser i henholdsvis Handelsskolernes grundforløb (HG) og den treårige gymnasiale ungdomsuddannelse Højere Handelseksamen (HHX).
I 2006 flyttede HHX-delen af skolen til den nuværende adresse i Glamsbjerg, en bygning med mere moderne faciliteter.
I 2010 flyttede resten af skolens afdelinger med, dvs. HG og hele administrationen, til samme adresse, idet en ny tilbygning gav plads til både HG og Assens kommunes 10. klassecenter.